# Уваровское (Ставропольский край)
Ува́ровское — село в Курском районе (муниципальном округе) Ставропольского края России.
До 16 марта 2020 года входило в состав сельского поселения Русский сельсовет.

## География
Расстояние до краевого центра: 238 км.
Расстояние до районного центра: 27 км.

## История
В 1964 г. Указом Президиума ВС РСФСР хутора Дементьев, Соколов и Эристов, фактически слившиеся в один населенный пункт, объединены в село Уваровское.

## Население
| 1989 | 2002 | 2010  | 2021  |
| ---- | ---- | ----- | ----- |
| 794  | ↗983 | ↗1086 | ↗1279 |

Национальный состав населения села Русское по итогам переписи населения 2010 года:
| Народ      | Численность, чел. | Доля от всего населения, % |
| ---------- | ----------------- | -------------------------- |
| турки      | 520               | 47,9 %                     |
| русские    | 272               | 25,0 %                     |
| осетины    | 74                | 6,8 %                      |
| чеченцы    | 56                | 5,2 %                      |
| даргинцы   | 51                | 4,7 %                      |
| аварцы     | 34                | 3,1 %                      |
| кабардинцы | 28                | 2,6 %                      |
| другие     | 51                | 4,7 %                      |
| всего      | 1 086             | 100 %                      |

## История
Село образовано в результате объединения 3-х хуторов: Дементьевский (основан в 1891 г.), Эристовский (основан в 1913 г.) и Соколов (основан в 1912 г.). Названо в честь большевика Михаил Уваров, организатора первой сельскохозяйственной коммуны в хуторе Эристовский.

## Инфраструктура
- Средняя общеобразовательная школа № 18
- Фельдшерско-акушерский пункт[9]

## Памятники
- Братская могила советских воинов, погибших в боях с фашистами[10]
- Памятник воинам-односельчанам, погибшим в годы Великой Отечественной войны 1941—1945 гг. 1966 год[11]

## Кладбища
- 3 общественных открытых кладбища общей площадью 49 023 м²[12].